# Carl Franz von Schweitzer

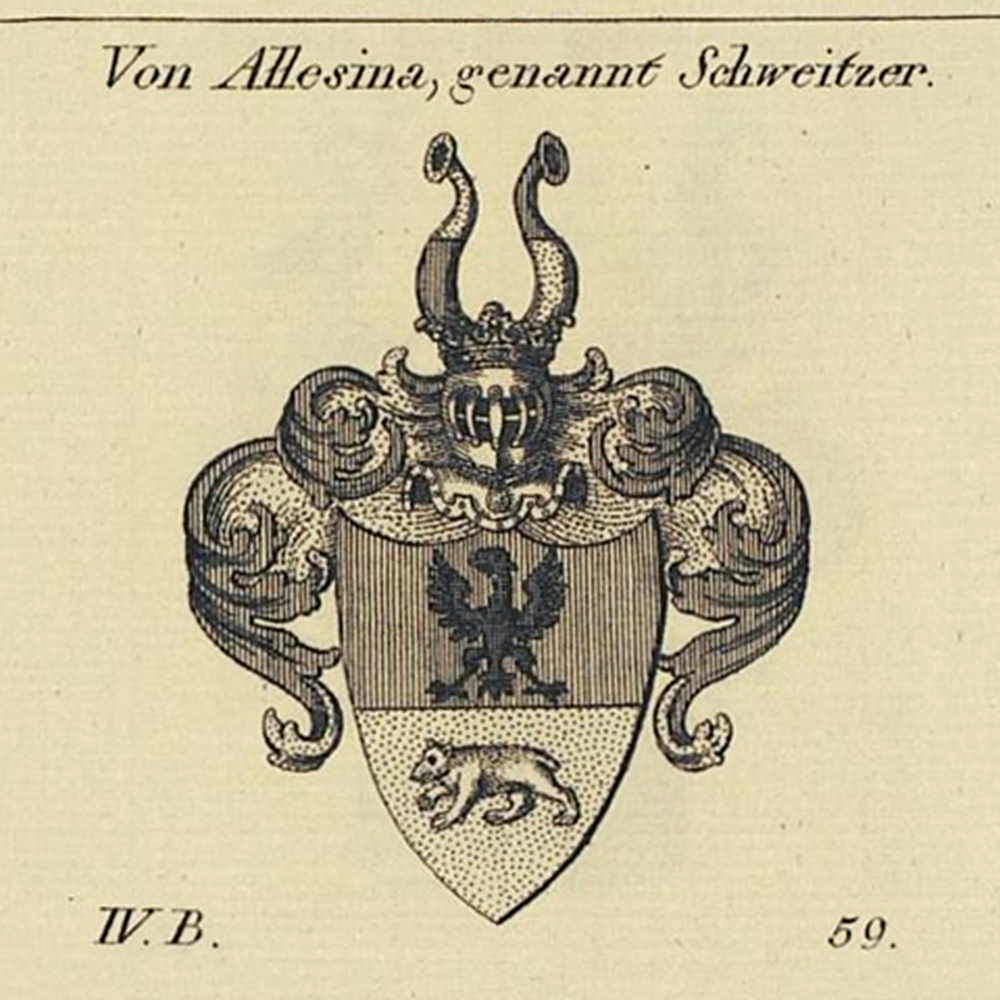
Wappen der Allesina-Schweitzer

Carl Franz von Schweitzer (ab 1818 von Allesina, genannt Schweitzer) (* 13. Oktober 1800 in Frankfurt am Main; † 12. Juni 1885 ebenda) war ein Frankfurter Jurist und Politiker.
Carl Franz von Schweitzer war der Sohn von Anton Maria Allesina von Schweitzer (1759–1829), und der Enkel von Franz Maria Schweitzer (1722–1812) und dessen Ehefrau Paula Allesina.
Am 18. Oktober/25. November 1816 wurden sein Vater und seine Onkel in den königlich bayerischen Adelsstand als „von Allesina, gen. Schweitzer“ erhoben. Carl Franz war Jurist in Frankfurt.
Von 1836 bis 1849 war er als Senator und von 1849 bis zum Ende der Freien Stadt 1866 als Schöffe Mitglied des Senats der Freien Stadt Frankfurt. 1831 bis 1836 war er Mitglied der Ständigen Bürgerrepräsentation. Von 1835 bis 1836, von 1838 bis 1844, 1847 und von 1850 bis 1854 war er Mitglied im Gesetzgebenden Körper der Freien Stadt Frankfurt.